# Larvivora
Larvivora es un género de aves paseriformes perteneciente a la familia Muscicapidae. Sus miembros son ruiseñores propios de Asia que anteriormente se clasificaban en los géneros Luscinia y Erithacus.

## Especies
El género contiene las siguientes especies:
- Larvivora akahige (Temminck, 1835) — ruiseñor japonés;
- Larvivora brunnea  (Hodgson, 1837)   — ruiseñor indio;
- Larvivora cyane (Pallas, 1776) — ruiseñor azul;
- Larvivora sibilans (Swinhoe, 1863) — ruiseñor silbador;
- Larvivora komadori (Temminck, 1835) — ruiseñor de Okinawa;
- Larvivora ruficeps (Hartert, 1907) — ruiseñor cabecirrojo.